# راندال غاريسون
راندال غاريسون هو عالم جريمة وسياسي كندي، ولد في 27 أغسطس 1951 في لنكن في الولايات المتحدة. نشط حزبياً في الحزب الديمقراطي الجديد. في الانتخابات الاتحادية الكندية 2011 ‏، انتخب عضو مجلس العموم الكندي عن دائرة Esquimalt—Juan de Fuca ‏ وقد انضم خلال فترته النيابية ‏ (2 مايو 2011 – 18 أكتوبر 2015) للكتلة البرلمانية الحزب الديمقراطي الجديد وفي الانتخابات الفيدرالية الكندية 2015، انتخب عضو مجلس العموم الكندي عن دائرة Esquimalt—Saanich—Sooke ‏ وقد انضم خلال فترته النيابية ‏ (19 أكتوبر 2015 – ) للكتلة البرلمانية الحزب الديمقراطي الجديد.

## وصلات خارجية
- الموقع الرسمي